# ماهنامه نجوم
ماهنامهٔ نجوم، نخستین ماهنامهٔ عمومی اخترشناسی به زبان فارسی است که از مهر ۱۳۷۰ پیوسته منتشر می‌شود. دکتر رضا منصوری، کیهان‌شناس ایرانی و استاد دانشکدهٔ فیزیک دانشگاه صنعتی شریف، صاحب امتیاز و مدیرمسئول این مجله است.
ماهنامهٔ نجوم یکی از پرسابقه‌ترین نهادهای ترویج علم در ایران به‌شمار می‌رود. این مجله در سال ۱۳۹۳ به دلیل ۲۳ سال انتشار مستمر و تلاش برای ایجاد و رشد اجتماع علمی در عرصهٔ دانش نجوم، مبارزه با شبه‌علم و خرافات، پای‌بندی به معیارهای رعایت دقت و صحت علمی، علمی کردن زبان فارسی و کوشش در این راه که علم بخشی از فرهنگ ایران زمین شود، برندهٔ پانزدهمین جایزهٔ ترویج علم ایران شد.

## تلاش مستمر برای ترویج نجوم در ایران
برخی از مهم‌ترین فعالیت‌های نجومی صورت گرفته در سال‌های پس از انتشار نجوم از جمله ساماندهی و فهرست‌برداری از گروه‌های نجوم آماتوری در ایران، آغاز رقابت مسیه ایران یا ماراتن مسیه، استمرار در برگزاری این رقابت و ایجاد تحول در شیوهٔ برگزاری آن، تأسیس وبگاه فارسی‌زبان نجومی، راه‌اندازی و ارائهٔ محتوای علمی در کانال تلگرام و صفحهٔ اینستاگرام توسط جمعی از علاقه‌مندان همکار این ماهنامه، راه‌اندازی کلاس‌های آموزش نجوم برای کودکان و بزرگسالان، برگزاری گشت‌های نجومی با هدف آشناسازی خوانندگان مجله با فعالیت‌های رصدی و عکاسی نجومی و همچنین برگزاری نشست‌ها و سمینارهای گوناگون و برنامه‌های ترویجی از جمله روز جهانی نجوم، روز جهانی سیارک و نمایش‌های سینما فضا با موضوع نقد و بررسی فیلم‌های مرتبط با دنیای ستاره‌شناسی و فضا از جمله فعالیت‌های این ماهنامه در سه دههٔ اخیر بوده‌است.
در سال‌های اخیر هماهنگی برگزاری جنبش‌های ایرانی جست‌وجوی سیارک (All Iran Asteroid Search Campaign) از سوی مجلهٔ نجوم در جریان همکاری جمعی از منجمان آماتور ایرانی با مؤسسهٔ همکاری بین‌المللی جست‌وجوی نجومی (IASC)موجب ثبت و کشف تعداد قابل توجهی از سیارک‌ها و اجرام نزدیک زمین در مرحلهٔ مشروط (Provisional) شده‌است.

## نسخهٔ نرم‌افزاری ۲۰۰ شمارهٔ نخست مجلهٔ نجوم
انتشار آرشیو ۲۰۰ شمارهٔ نخست مجلهٔ نجوم به همت جمعی از داوطلبان و خوانندگان دوستدار این مجله در قالب نرم‌افزاری با قابلیت جست‌وجوی موضوعی و جست‌وجوی مقالات بر اساس نام نویسندگان، از ابتکارهای مجلهٔ نجوم در مستندسازی رویدادهای علمی در طول سال‌های انتشارش بوده‌است که خوشبختانه بعدها همین رویکرد مستندسازی شماره‌های گذشته در قالب آرشیو دیجیتال در دستور نشریات دیگر نیز قرار گرفت.